# Mademoiselle Raucourt
Françoise-Marie-Antoinette Saucerotte, llamada Mademoiselle Raucourt o Françoise Raucourt (París, 3 de marzo de 1756 - ibídem, 15 de enero de 1815) fue una actriz francesa.

## Actriz
Hija de un comediante de Lorena, François Saucerotte, ciudadano de París, y de Antoinette De La Porte, su esposa, debutó con éxito en Ruan con una tragedia.
Debutó en la Comédie-Française en 1772 con el papel de Dido y se convirtió en socia al año siguiente. Consiguió inicialmente un éxito enorme, que debía tanto a su belleza como a su talento. Fue expulsada de la Comédie-Française por absentismo en 1776, realizando posteriormente una gira por Rusia.
Fue llamada de nuevo por la Comédie-Française, pero para papeles trágicos. Su voz potente se prestaba mal a la expresión de la sensibilidad, pero podía expresar en grado superlativo nobleza, dignidad, ironía, vehemencia, sobre todo en las fuertes pasiones, en los papeles de Cleopatra, Cornelia, Agripina, Medea o Semíramis.
Muy opuesta a la Revolución francesa, pasó seis meses en la cárcel en 1793, donde conoció a Henriette Simonnet de Ponty, mujer con quien pasaría el resto de su vida. Vio como el Directorio cerraba un segundo Théâtre-Français que ella había fundado en 1796 (sala Louvois).
Reapareció en escena en 1799. Consiguió una elevada pensión de Napoleón, que le encargó organizar las compañías de comediantes franceses que debían recorrer Italia, volviendo a París a retirarse.

## Escándalos
Su reputación de mujer virtuosa sobrevivió poco tiempo. Hacia 1774 ya estaba envuelta en múltiples escándalos, compitiendo con la cantante de ópera Sophie Arnould por los amantes, tanto masculinos como femeninos. Se vio arruinada en 1776, al parecer por no tener el aporte financiero de hombres ricos como hacían las demás actrices. Junto con su compañera inseparable Jeanne-Frangoise-Marie Souck, tuvo problemas con la justicia, por amenazas a los acreedores.
Según los panfletos de la época, Raucourt formaba parte de la Secta de las Anandrinas, un grupo de lesbianas fundado en 1770 por Thérèse de Fleury. No está claro hasta que punto la existencia de la secta es real o inventada, pero lo cierto es que el nombre Raucourt era en la década de 1780 sinónimo de lesbiana, apareciendo en obras de ficción erótica como Confession d'une jeune fille de Pidansat de Mairobert.

## Raucourt en su castillo

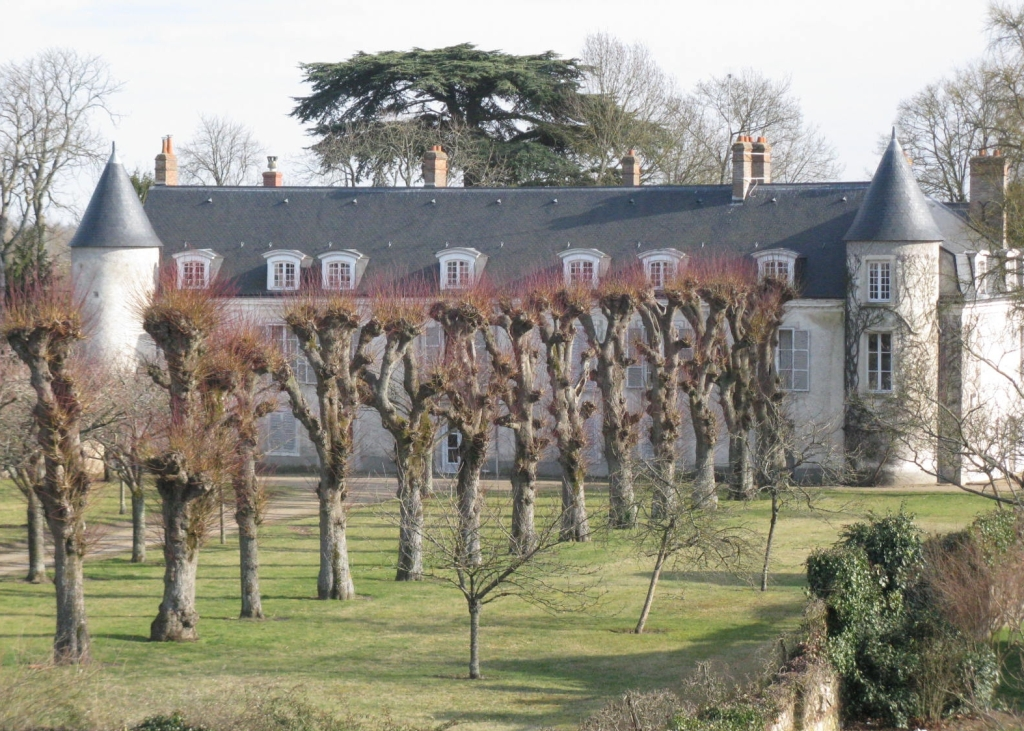
Castillo de La Chapelle Saint-Mesmin.

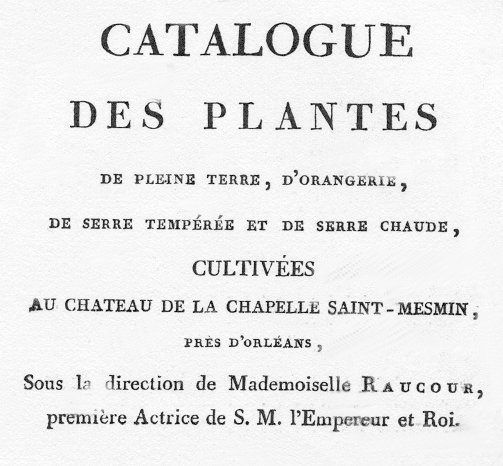
Catálogo.

En 1801, la célebre actriz alquiló un castillo situado al oeste de Orleans, a la orilla del Loira, en La Chapelle Saint-Mesmin. Su parque de doce hectáreas contenía numerosas plantas raras y exóticas, algunas provenientes de intercambios con el jardín de Josefina de Beauharnais en Malmaison. El catálogo de flores y plantas fue editado después de su muerte e incluye 463 lotes (entre ellos, un baobab y un frangipanier).
En 1844, el obispo de Orleans compró el castillo. Su sucesor, el famoso Félix Dupanloup vendió los últimos vestigios de su antigua propietaria, quedando asombrado cuando un anticuario parisino le ofreció 10.000 francos por el despacho de la ilustre actriz. Un amigo le preguntó,

Vraiment, Monseigneur, vous allez bâtir un séminaire dans ce parc et habiter vous-même le château qui ont été souillés par la présence de la comédienne ?

Oh, rassurez-vous, dit l’évêque, on a changé les draps !...
¿Realmente, monseñor, vais a construir un seminario en ese parque y habitar vos mismo el castillo que han sido mancillados por la presencia de la comediante?

¡Oh, estad seguro, dijo el obispo, hemos cambiado las sábanas...!

## Entierro

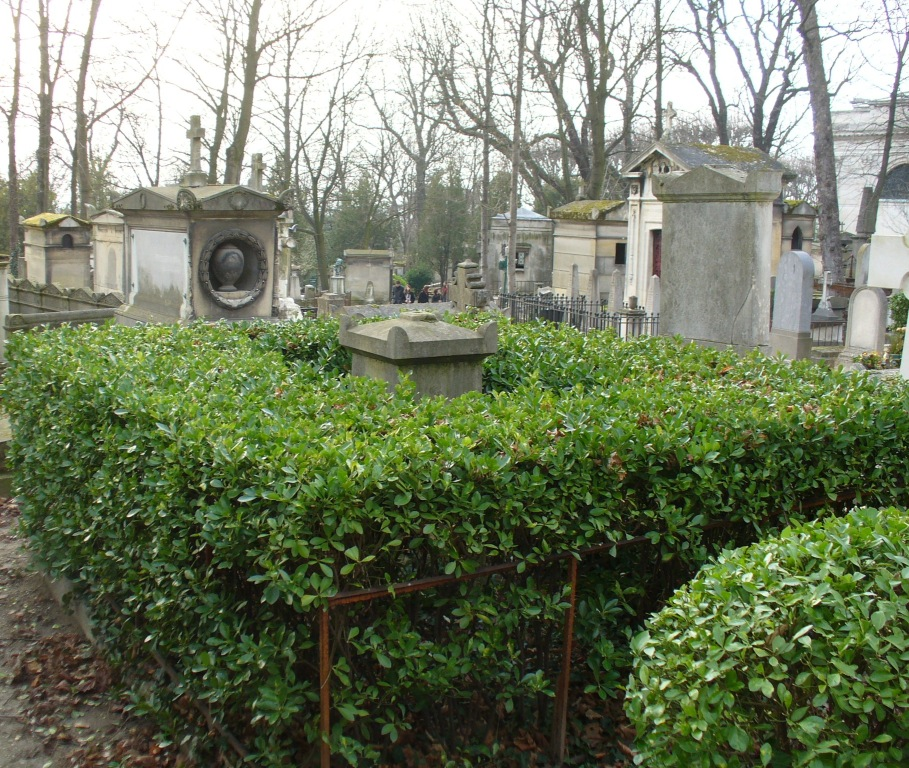
Tumba en el cementerio de Père-Lachaise

Tras la muerte de la actriz, el clérigo de la iglesia de San Roque (Saint-Roch) en París negó la entrada a la iglesia del cuerpo de Mademoiselle Raucourt. Una multitud de 15.000 personas forzó las puertas e introdujo el féretro a la fuerza. Una orden de Luis XVIII permitió que se la enterrase. El asunto acabó en un tumulto. El incidente se reconoce en la actualidad por numerosos especialistas como el ejemplo perfecto de la torpe política religiosa de la monarquía de la Restauración.
Su tumba se encuentra en el cementerio de Père Lachaise, división 20.